# タシュケント市営バス

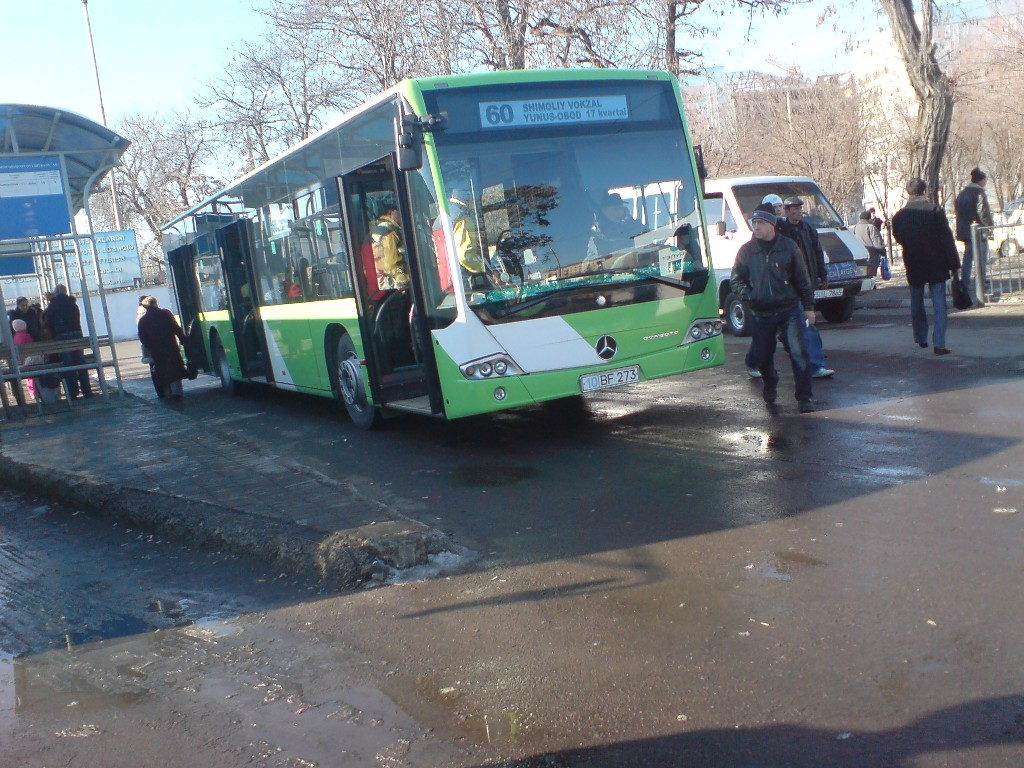
タシュケント市営バス

タシュケント市営バス (英語: Tashkent Bus、ロシア語: Ташкентский автобус) は、ウズベキスタンの首都タシュケントの市営バスである。タシュケント市営バスは1909年に運行を開始し、現在では4つの主要路線を含む10路線が運行されている。

## 概要
1909年12月に初の市営バスが設立された。当時はニコルスコーエ (Никольское)とクイリュク (Куйлюк)を結ぶ1路線が運行されていた。1926年に運営会社であるウズベクパトプロモトルグ (Узбекпатопромторг)が設立され、この会社が市営バスの管理を行うようになった。
ソビエト連邦時代は主に現在のロシア製の車両が使用されていたが、独立を果たした1990年代以降は様々な企業の車両が使用されるようになり、日本のいすゞやドイツのメルセデス・ベンツ、韓国の大宇自動車や現代自動車、ロシアのNEFAZといった会社のバス車両が使用されている。
2008年時点で、タシュケント市営バスの乗客数は3.609億人である。2012年1月現在、バス料金は700スムである。

## 車両

### 現行車両
- いすゞNP37
- メルセデス・ベンツ O345（ロシア語版）
- メルセデス・ベンツ O405（英語版）
- メルセデス・ベンツ・シターロ
- 現代エアロシティ540
- NEFAZ-5299（ロシア語版）

### 廃止車両
- LiAZ-677（ロシア語版）
- イカルス260（ドイツ語版）
- イカルス280（イタリア語版）
- LAZ-695（ロシア語版）
- PAZ-672（ポーランド語版）
- LAZ-42021
- 大宇BS106